# Crying at the Discoteque
Crying at the Discoteque is een nummer van de Zweedse band Alcazar. Het is de derde single van hun debuutalbum Casino uit 2000. Het nummer werd oorspronkelijk op 10 april 2000 op single uitgebracht en in september 2001 heruitgebracht.

## Achtergrond
Aanvankelijk was de oorspronkelijke uitgave in april 2000 nergens een hit, de heruitgave uit september 2001 wél.
De single bevat een sample uit Spacer van Sheila and B. Devotion uit 1979. "Crying at the Discotheque" was in Alcazars' thuisland Zweden met een 29e positie niet heel succesvol. Daarbuiten werd de single wel een grote hit. In het Verenigd Koninkrijk werd de 13e positie bereikt in de UK Singles Chart, in Ierland de 6e, Australië de 14e, Duitsland de 3e en in de Eurochart Hot 100 de 16e positie.
In Nederland werd de single veel gedraaid op de landelijke radiozenders en debuteerde met een 15e positie in de Nederlandse Top 40 op Radio 538, wat buitengewoon hoog is voor een debutant. Uiteindelijk schopte de single het tot een 12e positie. In de publieke hitlijst de Mega Top 100 op Radio 3FM debuteerde de single met een 79e positie en bereikte uiteindelijk de 14e positie.
In België bereikte de single de 2e positie in de Vlaamse Ultratop 50 en de nummer 1-positie in de Vlaamse Radio 2 Top 30. In Wallonië werd de 11e positie behaald.
Wereldwijd werden er ruim 2,5 miljoen exemplaren van de single verkocht. Schrijver/producer Alexander Bard (bekend van de band Army of Lovers) is ook te horen en te zien in de videoclip.